# Mossbank
Mossbank är en ort i Kanada.   Den ligger i provinsen Saskatchewan, i den södra delen av landet, 2 300 km väster om huvudstaden Ottawa. Mossbank ligger 712 meter över havet och antalet invånare är 327.
Terrängen runt Mossbank är platt. Trakten runt Mossbank är nära nog obefolkad, med mindre än två invånare per kvadratkilometer.. Det finns inga andra samhällen i närheten.
Trakten runt Mossbank består till största delen av jordbruksmark.